# Madge Syers
Florence Madeline Syers, Madge Syers o Madge Syers-Cave (Florence Madeline Cave, Londres, 1881 - Weybridge, 1917) fue una deportista británica, patinadora artística sobre hielo. Fue la primera mujer que compitió en el Campeonato del Mundo de esa especialidad, y obtuvo dos medallas olímpicas.

## Biografía
Nació el 16 de septiembre de 1881 en el barrio de Kensington, situado en la ciudad de Londres. Se casó en junio de 1900 con el también patinador y medallas olímpico Edgar Syers.
Murió el 9 de septiembre de 1917 en su residencia de la ciudad de Weybridge, población situada en el condado de Surrey, a la edad de 35 años a consecuencia de un paro cardíaco provoca por una endocarditis.

## Carrera deportiva
En 1896 se creó el Campeonato del Mundo de patinaje artístico sobre hielo, una competición destinada a los hombres pero sin ninguna regulación hacia las mujeres. Esto permitió que en la edición de 1902 realizada en Londres (Reino Unido) Madge Syers compitiera en la competición, consiguiendo ganar la medalla de plata por detrás del sueco Ulrich Salchow. Esto provocó que la Unión Internacional de Patinaje sobre hielo (ISU) decidiera crear una competición específica para hombres y otra para mujeres, convirtiéndose Syers la campeona en las dos primeras ediciones.
En los Juegos Olímpicos de Londres 1908 realizados en Londres (Reino Unido) se incorporó al programa olímpico el patinaje artístico sobre hielo, en el que Madge Syers consiguió ganar la medalla de oro en la competición femenina y la medalla de bronce en la competición por parejas, haciendo pareja con su marido Edgar Syers.